# Mocha Dick
Mocha Dick fue un notable cachalote macho que vivió en el océano Pacífico a principios del siglo XIX, encontrado usualmente en las aguas cercanas a la isla Mocha, al sudoeste de Chile. A diferencia de la mayoría de los cachalotes, Mocha Dick fue albino, y fue la inspiración para el título de la novela Moby Dick de Herman Melville publicada en 1851.

## Generalidades

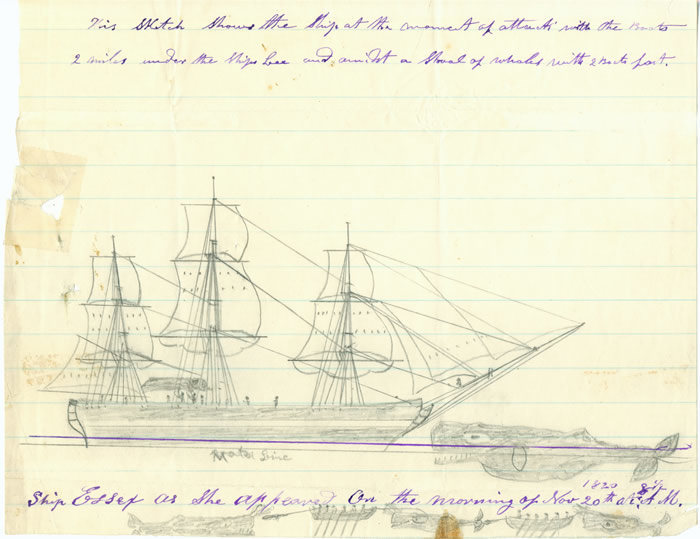
El ballenero Essex siendo embestido por una ballena en 1820

### Históricas
Mocha Dick sobrevivió a muchas escaramuzas (según referencias al menos 100) con balleneros antes de que lo mataran. Era muy grande y fuerte, capaz de hacer naufragar pequeñas embarcaciones con su aleta caudal.

El explorador Jeremiah N. Reynolds reunió las observaciones de primera mano de Mocha Dick y publicó su relato, «Mocha Dick: o la ballena blanca del Pacífico: Una hoja de un periódico manuscrito», en la edición del The Knickerbocker de mayo de 1839, describiendo la ballena como:

un viejo cachalote, de prodigioso tamaño y fuerza... blanco como la lana.
Delbanco, Andrew. Melville, His World and Work' 

De acuerdo a Reynolds, la cabeza de la ballena estaba cubierta con percebes, lo cual le daba un aspecto rugoso. 

En lugar de proyectar el chorro oblicuamente hacia adelante, y acompañarlo con un esfuerzo corto y convulsivo, acompañado por un ruido resoplante, como es usual en su especie, él expulsa el agua de su nariz en gran volumen, alto y perpendicular, en regulares y a veces distantes intervalos; su expulsión produce un continuo rugido, como el tremor agobiante de la válvula de seguridad de una máquina de vapor potente.
J. N. Reynolds

Mocha Dick fue encontrado y atacado inicialmente en algún momento antes del año 1810 frente a la isla Mocha. Su supervivencia a este primer encuentro junto con su apariencia inicial le hicieron famoso entre los balleneros de Nantucket. Muchos capitanes trataron de cazarlo después de rodear el Cabo de Hornos. Este era a veces demasiado dócil, algunas veces nadaba al lado de los barcos, pero una vez atacado, respondía con ferocidad y astucia, y era muy temido por los arponeros. Cuando se agitaba emitía sonidos y se revolvía agresivamente en ocasiones con el cuerpo entero fuera del agua.
En la narración de Reynolds, a Mocha Dick lo mataron en 1838, después de venir en ayuda de una hembra angustiada cuyas crías habían sido matadas por los balleneros. Su cuerpo tenía aproximadamente 24 metros de longitud y se obtuvieron 100 barriles de aceite, junto con algo de ámbar gris. Tenía algunos arpones incrustados en su cuerpo.

### Moby Dick
Según cuentan en las bambalinas literarias, Herman Melville quedó tan impactado con el texto de Reynolds, que lo usó de modelo para escribir su obra maestra: Moby Dick. No fue el único novelista: Allan Poe, Lovecraft y Verne también le deben.
La transformación de "Mocha" a "Moby", sin embargo, presenta un misterio mayor. Melville mismo nunca explicó el origen de esta última palabra. La respuesta probablemente nunca se sabrá, pero varios estudiosos se han divertido tratando de explicarla.

"En 1846 hasta la revista Knickerbocker había olvidado su versión anterior del [artículo de Reynolds], recordando a sus lectores sobre 'el boceto de "Mocha Dick, del Pacífico", publicado en el Knickerbocker hace muchos años ... ". Esa cuenta bien puede haber llevado a Melville a buscar el número anterior, en el mismo mes volvió a descubrir a su amigo perdido del Acushnet y desertor compañero en las Marquesas, Richard Greene Tobias, y comenzó así 'La historia de Toby' [la secuela de "Typee"]. Es posible que fuera 'Toby Dick', que mezcló con 'Mocha Dick' para formar un compuesto más eufónico, 'Movido Dick'? "
Harold Beaver en su "Comentario" en la edición de Penguin Classics de Moby-Dick (1972).

### Artículos en Chile
El investigador chileno Antonio Saldías (don Antonio de Petrel) en 1988 comenzó a investigar sobre Mocha Dick, dando con antecedentes que lo llevaron a escribir dos artículos el año 1989, hasta confirmar que la ballena Mocha Dick "era chilena". Motivado tras la aparición de un artículo en la Revista del Domingo del diario El Mercurio, del 3 de julio de 1988. Publicó los resultados de su estudio en el periódico Pichilemu, de la localidad del mismo nombre al año siguiente.

### Mocha Dick como novela
El 15 de diciembre de 2012, Francisco Ortega y el ilustrador Gonzalo Martínez lanzaron una novela llamada "Mocha Dick, la leyenda de la ballena blanca"

 “Mi objetivo principal era devolver este cachalote a Chile. Por eso, hay referencias a Mampato, a Coloane y al pueblo mapuche”. En efecto, el libro cita la leyenda de Trempulcahue: cuatro machis que se convierten en ballenas y trasladan las almas de los guerreros, precisamente, a la isla Mocha.
Francisco Ortega en entrevista a La Tercera

## Otros cetáceos albinos
Mocha Dick no fue la única ballena blanca. Un ballenero sueco afirmó haber capturado una ballena macho muy vieja frente a las costas de Brasil en 1859. Whipple reportó que en 1954 un hombre que vivía en Nantucket aseguraba haber arponeado una ballena blanca en 1902. En 1952 la revista Time reportó el arponeo de una ballena blanca en las costas del Perú. Desde 1991 se ha reportado la observación de una ballena jorobada cerca de Australia, llamada Migaloo.
Cabe destacar que en Chile, en la cultura indígena mapuche, existe el mito del Trempulcahue, cuatro ballenas que llevan las almas de los mapuches muertos hasta la isla Mocha para embarcarse en su viaje final. En la costa de Chile en 2005, se filmó a varios de estos cachalotes albinos.
El 23 de abril de 2012 un equipo de científicos rusos ha avistado por primera vez una orca adulta completamente blanca que podría considerarse un ejemplar albino. Además, los científicos han podido grabar al animal en vídeo y tomar varias fotografías para analizarlas posteriormente. La nombraron Iceberg.